# Glândulas de Brünner

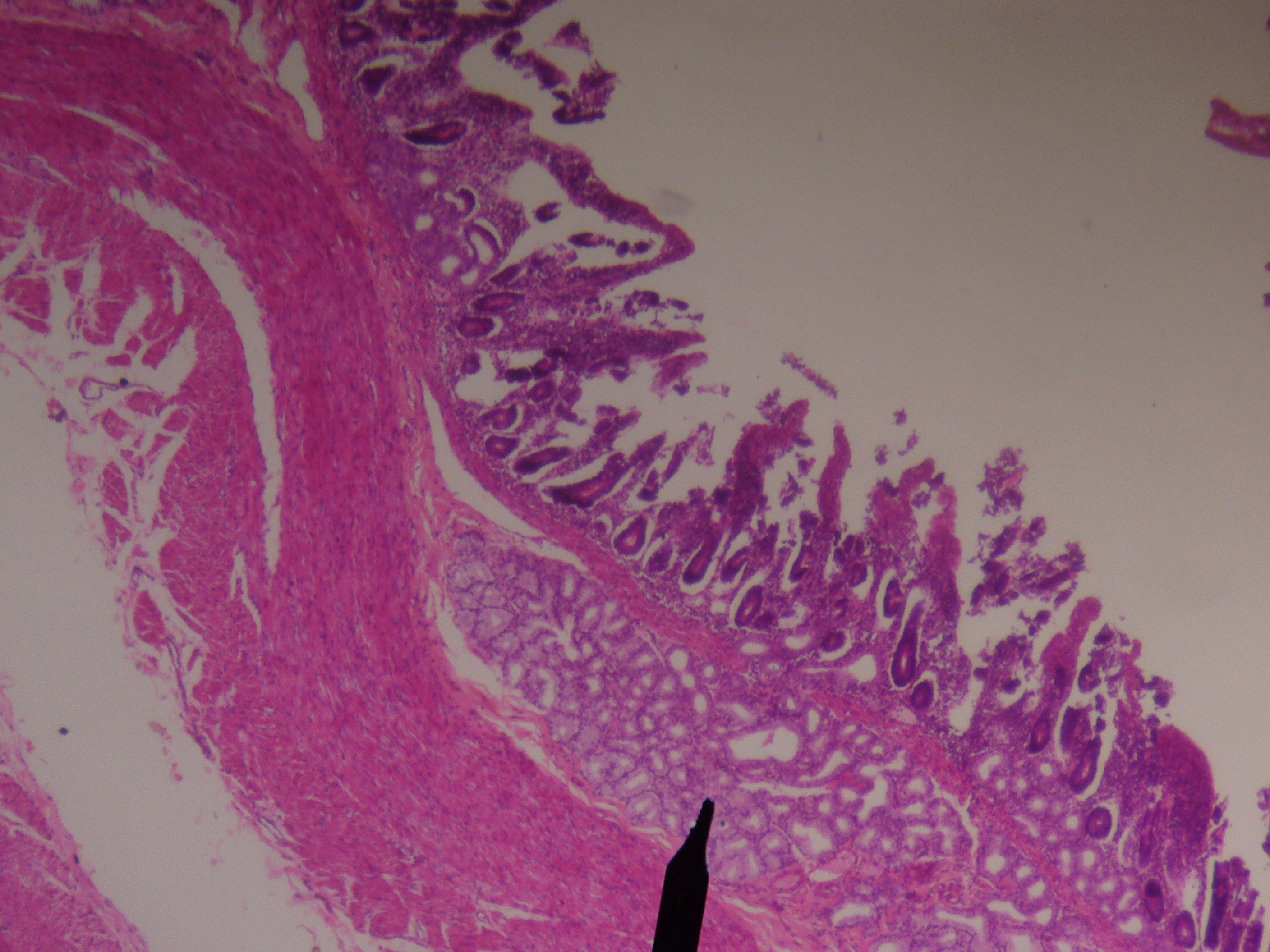
Corte histológico de duodeno, tingido com H-E, com um pincel apontando para local com as glândulas de Brunner

As glândulas de Brünner são glândulas tubulares compostas encontradas na camada submucosa do duodeno. Secretam um muco alcalino (contendo bicarbonato e urogastrona) com função de ajudar na neutralização do pH ácido do quimo, protegendo as paredes do intestino. São encontradas em menores quantidades até o jejuno.
A urogastrona inibe a secreção de ácido e enzimas digestivas pelas células parietais e as células principais do estômago. Esse muco alcalino é importante para lubrificar e ativar enzimas intestinais, facilitar a digestão e lubrificar o bolo alimentar.